# Neocrania bifasciata
Neocrania bifasciata är en fjärilsart som beskrevs av Davis 1978. Neocrania bifasciata ingår i släktet Neocrania och familjen purpurmalar. Inga underarter finns listade i Catalogue of Life.